# Aurane Reihanian
Aurane Reihanian, né le 13 janvier 1993, est un homme politique français, élu et chef de l'opposition municipale de Bourg-en-Bresse.
Il est conseiller technique au sein du cabinet du président du conseil régional Auvergne-Rhône-Alpes chargé des questions de handicap, de formation professionnelle et de la santé et président du LAB LR et des Jeunes avec Wauquiez.
En 2018, sa liste pour la présidence des Jeunes Républicains est élue, malgré des accusations de fraude. Il quitte cette fonction en 2021.

## Biographie

### Formation et études
Il a fréquenté l’école primaire Paul Vaillant Couturier, située dans la commune de Villejuif. Il poursuit son cursus dans l’académie de Paris et obtient, en 2011, un baccalauréat général avec une mention assez bien.
En 2007, Aurane Reihanian entre au Rugby Club Massy Essonne (RCME) en tant que numéro 9 et joue au Stade Français en 2011,.
Il poursuit ses études en master de droit public à l'université Paris 2 Panthéon-Assas. En 2016, diplômé, il entame une thèse sur la rétention de sûreté (en particulier celle des fichés « S » radicalisés), sous la direction du criminologue Alain Bauer et du professeur chercheur Philippe Baumard,.

### Carrière professionnelle
En parallèle de son engagement politique et de ses travaux de thèse, Aurane Reihanian a officié à l'université Paris 2 Panthéon-Assas, en tant que chargé d'enseignement de travaux dirigés en droit administratif dispensés aux étudiants en deuxième année de droit. En 2022, il devient avocat.

#### Engagements politiques
Lors des élections municipales de 2014 à Paris, il se présente dans le 13e arrondissement, contre la candidate UDI-UMP, Édith Gallois. Il est candidat sous l’étiquette UMP dissidente Paris Libérée, liste créée par l'entrepreneur Charles Beigbeder,. Il obtient moins de 2 % des suffrages.
Aurane Reihanian devient ensuite l’assistant de la députée Isabelle Valentin de la première circonscription de Haute-Loire. Après sa première année de master à l'université Paris 2 Panthéon-Assas, il s'investit dans la campagne régionale en Auvergne-Rhône-Alpes de 2015 en faveur de Laurent Wauquiez. Ce dernier lui offre ensuite un stage de collaborateur parlementaire à l'Assemblée nationale.
En mars 2016, Aurane Reihanian est alors nommé responsable (RDJ) dans l'Ain par Damien Abad et intègre le cabinet de Laurent Wauquiez, qui devient son mentor,. Il crée alors une cinquantaine de comités locaux pour les Jeunes avec Wauquiez, qu'il préside. À la suite de ses fonctions en tant qu'attaché parlementaire, Aurane Reihanian est devenu conseiller technique au sein du cabinet du président de région, chargé du dossier de l’apprentissage.
Début octobre 2016, il lance le Lab Républicains, un think tank de jeunes qui a l'ambition de réformer la droite,,.
Le 13 octobre 2018, il est élu président des Jeunes Républicains avec 58,41 % des voix.
En 2019, pour la succession de Laurent Wauquiez à la tête des LR, il soutient Christian Jacob.
Il est[Quand ?] membre du bureau politique des Républicains et de la commission nationale d'investiture du parti.
En 2019, il déclare sa candidature à la mairie de Bourg-en-Bresse en vue des élections municipales de 2020. Il est largement battu, dès le premier tour, par le socialiste et maire sortant, et devient chef de file de l'opposition municipale.
En juin 2023, il candidate au poste de chargé de mission à la commission des lois pour le groupe LR à l’Assemblée, sans succès.
Il quitte le parti Les Républicains en 2024 dénonçant un parti « embourbé dans des méthodes d'un autre temps ».

## Prises de position
Recrue de l'aile identitaire de LR selon Libération et partisan d'une droite « de l'identité et de la liberté », il s'oppose toutefois à Marine Le Pen,,. Il souhaite aussi défendre une université fondée sur le mérite et l'excellence républicaine. Il fustige l'idéologie de Mai 68.
Plusieurs propos d'Aurane Reihanian ont donné lieu à des polémiques. Au début du mois de décembre 2017, il déclare dans le magazine Mediapart : « La première génération de musulmans, ils ont bossé. Ils ne brûlaient pas des voitures comme leurs enfants ». Aurane Reihanian affirme que les propos ont été sortis de leur contexte. Dans un article dans le journal Libération le 12 décembre 2017, il déclare que les enfants nés de PMA « ne devraient pas exister »,. Il fait ensuite un mea culpa.
En 2019, il propose de lancer un grand débat sur le cannabis, qu'il considère comme un enjeu de santé publique, notamment pour la jeunesse.
Il défend l'idée d'une « droite sociale », qui promouvrait l'ascenseur social.
Il appelle en 2022 à la dissolution de LR et à la fondation d'un « mouvement totalement nouveau ».
Il soutient Bruno Retailleau en vue du congrès des Républicains de 2022.

## Controverses

### Accusations d'agressions sexuelles
Début mars 2020, il est visé par une plainte pour agression sexuelle pour des faits qui se seraient produits en décembre 2018. Aurane Reihanian dénonce, par le biais de son avocat, des accusations « calomnieuses et purement opportunistes » qui n'auraient pour seul but que de lui nuire avant les municipales,,. En juillet 2020, le journal Libération affirme en outre qu’il aurait tenté d'agresser sexuellement une militante en septembre 2017,. Le 30 juillet il affirme son refus de démissionner. Il bénéficie d'un non-lieu début septembre 2021, le parquet considérant que « bien que présentant beaucoup de crédibilité », les accusations n'étaient « étayés par aucun élément extérieur objectif ni par un témoignage permettant d’étayer leur véracité ».

### Accusations de fraude
Le 13 octobre 2018, le Journal du dimanche publie, le jour du scrutin pour la présidence des jeunes Républicains, un retranscription d'un enregistrement d'Aurane Reihanian en train de discuter de « ce qui semble être une méthode pour frauder à l’élection pour la présidence des jeunes Républicains »,. Ce dernier dément. Charles-Henri Alloncle, son adversaire, l'accuse alors d’avoir fraudé et saisit la Haute autorité de LR,,. Cinquante cadres des Jeunes républicains demandent sa destitution,,. L’équipe d'Alloncle dépose un recours,. Aurane Reihanian réplique en accusant son adversaire d'avoir falsifié des parrainages. La décision revient à la haute autorité de LR, qui valide finalement l'élection.